# Dan Barton
Dan Barton, geboren als Daniel George Berman, (Chicago, 20 september 1921 - Sherman Oaks, 13 december 2009) was een Amerikaans acteur.
Barton zat tijdens de Tweede Wereldoorlog in het leger en was in Parijs uitgever van een humoristisch blad.
Op het einde van de jaren 1940 was Barton te zien in de succesrijke Broadway-productie “Mr. Roberts” met Cliff Robertson, Lee Van Cleef en Brian Keith. Van de jaren 1950 tot de jaren 1970 had hij vervolgens een lange televisiecarrière in verschillende programma's, zoals "Playhouse 90", "Zane Grey Theater," "Bonanza," “Barnaby Jones,” "The F.B.I.," "Ironside," "The Streets of San Francisco," "The Rockford Files,” "Battlestar Galactica" en “Quincy, M.E.”.
Hij werd later een gewild stemacteur en sprak commentaar in bij documentaires en leende zijn stem aan commercials en videogames.